# Monasterio de Santa Lucía de Alcira
El monasterio de Santa Lucía, también conocido como Convent de les Llúcies, es un conjunto conventual renacentista, erigido durante el siglo XVI] en Alcira, del que subsisten el claustro, la nave y la fachada de la iglesia. 
En la fachada se puede contemplar un escudo protegido como bien de interés cultural por la Disposición Adicional 2ª de Ley 16/1985, de 25 de junio, de Patrimonio Histórico Español y Disposición adicional 1ª Ley 4/1998, de 11 de junio, del Patrimonio Cultural Valenciano. Su número de referencia es R-I-51-0011339. Representa el escudo heráldico de la ciudad de Alcira.
El Convento de Santa Lucía y Casa Real, se encuentra situado en el número 26 de la calle Mayor de Santa María. Se trata de un antiguo convento y Hospital de la Orden de San Agustín, perteneciente al siglo XVI. Frente al edificio se encuentran las ruinas de la Casa Real, del siglo XIII, donde residió Jaime I de Aragón. El conjunto es Bien de Relevancia Local con identificador número 46.20.017-011.

## Descripción
El antiguo Convento de Santa Lucía fue hospital municipal y casa conventual femenina perteneciente a la Orden de San Agustín. Edificado en el siglo XVI. Subsisten el claustro, y de la Iglesia nave y fachada, que presenta el escudo heráldico de la ciudad (BIC) integrado en la portada renacentista.
El edificio del convento está incluido como bien de relevancia local desde 2002 por su valor histórico-artístico. Además, su valor se incrementa por hallarse en el conjunto histórico de la Vila, declarado bien de interés cultural por decreto del Consell de la Generalitat, y frente a otro de las zonas emblemáticas de la antigua ciudad, la Casa Real.
Este inmueble consta de tres cuerpos diferenciados, la fachada del convento, la fachada del templo y la del almacén que recaen en la calle Santa Lucía y en Mayor Santa María.

## Historia
La fachada de este inmueble que data de 1536 cuenta con un escudo heráldico de la ciudad registrado en el inventario general por lo que es uno de los edificios con interés que han de ser conservados.
El Ayuntamiento de Alcira firmó un convenio con la empresa propietaria para restaurar el antiguo convento de Santa Lucía, a principios de 2012.
Durante la realización de las obras de recuperación en la fachada, se descubrió un fragmento de muro de grandes dimensiones que podría atribuirse al citado en la crónica de Jaime I al describir el pacto que realiza para la rendición de Alcira, separando en dos partes el recinto intramuros, una para los pobladores musulmanes y otra para los cristianos. Concretamente el fragmento ha sido descubierto en las excavaciones arqueológicas que está realizando el Museo Municipal de Alcira.
La conocida como Casa Real o la Casa de l'Olivera, situada frente al inmueble de Santa Lucía, torre que se indica podría ser la torre de vigilancia situada en dicho muro de separación.